# Józef Wencel
Józef Wencel (ur. 11 marca 1874 we Włocławku, zm. 4 lipca 1943 w KL Auschwitz) – generał brygady Wojska Polskiego.

## Życiorys
Józef Wencel urodził się 11 marca 1874 roku we Włocławku, w ówczesnej guberni warszawskiej, w rodzinie Andrzeja i Julii z Dobrzenieckich. Ukończył w 1890 roku szkołę realną we Włocławku, następnie w 1893 roku Szkołę Junkrów Piechoty w Odessie, a w 1905 roku Akademię Intendentury w Petersburgu. W latach 1893–1917 pełnił służbę w Armii Imperium Rosyjskiego. Od grudnia 1917 roku do maja 1918 roku pełnił służbę w dowództwie 3 Dywizji Strzelców Polskich I Korpusu Wschodniego na stanowisku szefa intendentury. 
26 listopada 1918 roku został przyjęty do Wojska Polskiego z zatwierdzeniem posiadanego stopnia pułkownika ze starszeństwem z dniem 6 maja 1911 roku i otrzymał przydział do Departamentu Gospodarczego Ministerstwa Spraw Wojskowych w Warszawie. W Departamencie Gospodarczym pełnił służbę na stanowisku szefa Sekcji Żywnościowej. 26 stycznia 1919 roku został szefem Intendentury Dowództwa Okręgu Generalnego „Warszawa” w Warszawie. 20 września 1920 roku został zatwierdzony z dniem 1 kwietnia 1920 roku w stopniu generała podporucznika intendenta, w grupie oficerów byłych Korpusów wschodnich i byłej armii rosyjskiej. 26 stycznia 1921 roku Naczelny Wódz mianował go kierownikiem Wojskowego Kursu Intendenckiego w Warszawie (1 października 1921 roku Kierownictwo Kursu Intendentury zostało przeformowane w Wyższą Szkołę Intendentury, będącą samodzielnym wydziałem Szkoły Sztabu Generalnego, a następnie Wyższej Szkoły Wojennej). W 1921 roku został komendantem Wyższej Szkoły Intendentury w Warszawie. 3 maja 1922 roku został zweryfikowany w stopniu generała brygady ze starszeństwem z dniem 1 czerwca 1919 roku i 29. lokatą w korpusie generałów. Z dniem 30 kwietnia 1927 roku został przeniesiony w stan spoczynku. Na emeryturze mieszkał w Warszawie.
W 1943 roku został aresztowany, zesłany do obozu koncentracyjnego Auschwitz i tam 4 lipca 1943 roku zamordowany.
Józef Wencel od 27 listopada 1901 był żonaty z Marią Reginą z Gogólskich (ur. 7 września 1882), z którą miał syna Eugeniusza Józefa (1902–1974). Maria Wencel 13 maja 1943 roku przybyła do KL Auschwitz (numer obozowy 44791) i tam 15 lipca 1943 roku została zamordowana. 

## Ordery i odznaczenia
- Krzyż Walecznych[18]
- Złoty Krzyż Zasługi (29 kwietnia 1925)[19]
- Medal Niepodległości (25 lipca 1933)[20]
- Medal Pamiątkowy za Wojnę 1918–1921[18]
- Medal Dziesięciolecia Odzyskanej Niepodległości[18]
- Medal Zwycięstwa („Médaille Interalliée”) – 1925[21]